# Sascha Bauer (Eishockeyspieler)
Sascha Bauer (* 30. Januar 1995 in Wien) ist ein österreichischer Eishockeyspieler, der seit 2016 bei den Vienna Capitals in der Österreichischen Eishockey-Liga unter Vertrag steht.

## Karriere
Bauer begann seine Karriere bei den Vienna Capitals, bei denen er in der Saison 2012/13 seine ersten Profi-Einsätze feiern durfte. Zur Saison 2015/16 wurde er zum KSV Eishockey ausgeliehen, wo er sich gut weiter entwickelte und sich einen Stammplatz bei den Vienna Capitals für die nächste Saison erkämpfen konnte. 2017 wurde er mit den Capitals österreichischer Meister.

### International
Mit der österreichischen U20-Auswahl nahm er an der U20-Weltmeisterschaft der Division I 2015 teil. In der österreichischen Herren-Auswahl debütierte er am 6. November 2014 beim 3:2-Erfolg im Freundschaftsspiel gegen Belarus im slowenischen Ljubljana.

## Erfolge und Auszeichnungen
- 2017 Österreichischer Meister mit den Vienna Capitals

## Karrierestatistik
(Legende zur Spielerstatistik: Sp oder GP = absolvierte Spiele; T oder G = erzielte Tore; V oder A = erzielte Assists; Pkt oder Pts = erzielte Scorerpunkte; SM oder PIM = erhaltene Strafminuten; +/− = Plus/Minus-Bilanz; PP = erzielte Überzahltore; SH = erzielte Unterzahltore; GW = erzielte Siegtore; 1 Play-downs/Relegation; Kursiv: Statistik nicht vollständig)